# Berufsorientierung
Berufsorientierung bezeichnet zum einen den individuellen Entwicklungsprozess, in dessen Verlauf berufliche Optionen zunehmend konkreter in den Blick genommen und verfolgt werden. Zum anderen versteht man darunter alle curricularen, didaktisch-methodischen und institutionellen Maßnahmen, den individuellen Entwicklungsprozess sowohl durch Informationen über Berufsfelder und Berufe, als auch durch Hilfestellung beim Aufbau eines beruflichen Selbstkonzepts zu unterstützen.

## Grundlagen
Berufsorientierung lässt sich nur mit einem Fragenkatalog näher einkreisen:
- Welche Vorbildfunktion haben die Berufe der Erziehungsberechtigten?
- Welche lokalen, bzw. regionalen wirtschaftlichen Gegebenheiten beeinflussen die Berufswahl?
- Welche Erwartungen stellt man an seinen Ausbildungsberuf?
- Welche schulische, körperliche, soziale altersmäßige Voraussetzungen müssen erfüllt sein?

Berufsorientierung hängt eng mit Lebensplanung zusammen und ist als Prozess aufzufassen. So darf der soziale und personelle Zusammenhang mit der unmittelbaren Umgebung des Jugendlichen nicht außer Acht gelassen werden. Es geht also nicht nur um Kompetenzerwerb, sondern auch um die Persönlichkeitsentwicklung der Jugendlichen.
Berufsorientierung beginnt indirekt bereits im Kindergartenalter, wo z. B. besonders für die Gesellschaft wichtige Berufe positiv dargestellt werden (z. B. Feuerwehrmann).
Berufsorientierung ist stets ein Zusammenwirken von Elternhaus, Agentur für Arbeit und Schule. Dabei ist nach den Einschätzungen der betroffene Jugendlichen selbst die schulische Wirkung eher gering. Für die Jugendlichen rangieren die Erfahrungen, die sie in Betriebspraktika machen, neben den Beratungen der Eltern an der Spitze der Informationsmöglichkeiten. Neben den genannten Hilfen orientieren sich die Schüler zunehmend im Internet.
Versuche, zwischen Berufswunsch und den Bedingungen, die die Ausbildung fordert, Passgenauigkeit herzustellen, berücksichtigen nicht, dass Berufsorientierung ein individueller Prozess ist, in dem die Zustimmung zu dem Beruf eine Anpassung verlangen, die von den Bewerbern geleistet werden muss, soll es zu einer erfolgreichen Ausbildung kommen.
Berufsorientierung ist abseits der Berufsvorbereitung, die ein primäres Lernziel der berufsbildenden Schule ist, im Rahmen der Allgemeinbildung in Curriculum und Lehrplan verankert.
Aber auch außerhalb der Schule lassen sich Möglichkeiten zur Berufsorientierung finden. So bieten „Career-Days“ verschiedener Unternehmen Einblicke in die jeweilige Firma. Wenn man noch keine oder nur sehr vage Vorstellungen hat, kann man umfangreiche Datenbanken im Netz abfragen, z. B. „BerufeNet“ der Bundesagentur für Arbeit oder auch auf Jugendmagazine zum Thema Berufsorientierung zurückgreifen. Um mehr Infos oder die eigenen Fragen beantwortet zu bekommen, eignet sich der Besuch auf einer Verbrauchermesse zum Thema Berufsorientierung. Dort sind nicht nur Unternehmen vertreten, sondern auch Ansprechpartner von Unis und Fachhochschulen.
Ähnliches gilt für die Umschulung Erwachsener.

## Deutschland
In der Grundschule sowie den 5. und 6. Klassenstufen findet man Berufsorientierung im Bildungsplan einiger Bundesländer. In Hamburg wurde im Jahr 2003 das Aufgabengebiet Berufsorientierung sogar in den Bildungsplan der Grundschule aufgenommen.
Der Prozess der Berufsorientierung wird von Jugendlichen in den Hauptschulen ab Klasse 8 und in den Realschulen ab Klasse 9 abgefordert, da in den 9. Klassen in diesen Schulformen meist ein zwei- bis dreiwöchiges Schülerbetriebspraktikum absolviert wird. Vorbereitet werden die Schüler häufig mit Hilfe der Materialien der Bundesagentur für Arbeit, die im Unterricht oder am PC bearbeitet werden.
In manchen Schulen finden noch weiter gehende berufsorientierende Maßnahmen statt. Im Rahmen von bestimmten Projektwochen finden gezielte Betriebserkundungen oder Berufsorientierungswochen statt. Mit Hilfe außerschulischer Lernpartner erleben die Schüler vor Ort betriebliche Wirklichkeit, die sie unterrichtlich, bzw. mit Hilfe der Berufsberatung aufarbeiten.
Berufsorientierung ist ein Prozess, in dem Schule, Berufsberatung und Elternhaus zusammenwirken. Für die betroffenen Schüler liegt der übergeordnete Wert bei den Beratungen durch die Eltern und bei den Erfahrungen, die sie in Betriebspraktika machen. In diesem Prozess sehen die Schüler einen eher geringeren Informationswert durch die Schulen. Ein Modell „Auszubildenden helfen Schülern bei der Berufswahl – Gelungene Berufsorientierung durch Praktika“ – In diesem Modell informieren Auszubildende in ihren Betrieben die Praktikanten (Schüler) über Berufs- und Betriebschancen.
Über 3.000 Schulen nehmen am Berufsorientierungsprogramm des Bundesministeriums für Bildung und Forschung teil, in dem Schülerinnen und Schüler der 7. und 8. Klasse zunächst ihre individuellen Stärken erkunden und dann in Lehrwerkstätten verschiedene Berufe selbst austesten. In Berlin wird Berufsorientierung in Form des Berliner Programms zur vertieften Berufsorientierung für Schülerinnen und Schüler (BvBO 2.0) durch die Senatsverwaltung und der Bundesagentur für Arbeit durchgeführt.
In den Gymnasien findet das Praktikum in den 10. Jahrgängen statt. In der gymnasialen Oberstufe gibt es verschiedene Unterstützungsangebote zur Studien- und Berufswahl, beispielsweise das Entscheidungstraining BEST.

## Berufsorientierung in Österreich
In schulischen Sektor gibt es verschiedene Ansätze:
- die verbindlichen Übung Berufsorientierung (BO) der Unterstufe an den allgemeinbildenden höheren Schulen und Hauptschulen[4]
- Werkunterricht einschließlich des Textilunterrichts, Wirtschaftskunde im Unterricht
- Berufspraktika, Schnupperlehren und Berufspraktische Tage
- Schulspezifische Berufsberatungen, Berufsmessen

Berufsorientierung findet nicht nur in der Schule statt: Durch das Arbeitsmarktservice (AMS) Österreich werden in allen Bundesländern Kurse für alle Altersklassen über die verschiedenen Bildungsträger (z. B.: BFI, BiZ (Berufsinformationszentrum), WIFI, Berufsverbände, Kammern, Volkshochschulen etc.) angeboten.